# Braskó Péter
Braskó Péter (Vasmegyer, 1940. június 4. – Bogács, 2019. június 14. vagy előtte) magyar cselgáncsozó, mesteredző, sportvezető.

## Pályafutása
1966-ban a Sportvezető és Edzőképző Intézetben cselgáncsedzői oklevelet szerzett. 1986-től mesteredző lett. 1960 és 1966 között a Miskolci Dózsa cselgáncsozója volt, ahol edzője Dorogi László volt. 1967 és 1971 között ugyanitt lett edző. 1971-től az MVSC dolgozott edzőként. Ötdanos nagymester volt és tanítványai közül Hajtós Bertalan Európa-bajnok, Tóth Mihály, Schulhoff Ernő és Ilyés Miklós magyar bajnok lett. 1990-től az MVSC elnöke, 1992-től a Borsod-Abaúj-Zemplén megyei cselgáncs-szövetség főtitkára volt.